# Maglia di Oxia Palus

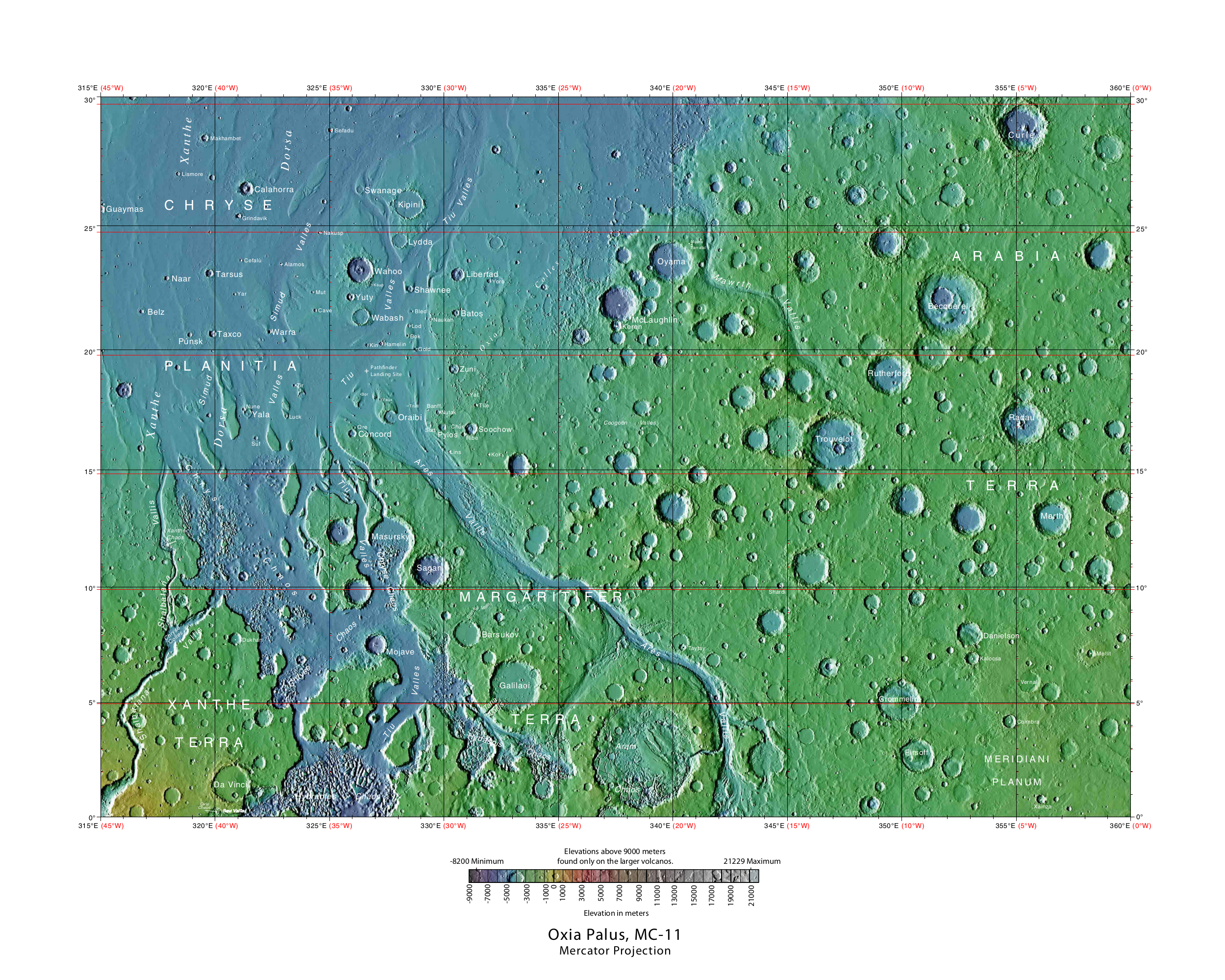
Mappa di MC-11 elaborata dallo strumento Mars Orbiter Laser Altimeter (MOLA) della sonda Mars Global Surveyor (2012). I picchi più elevati sono in rosso e i punti più profondi in blu.

La maglia di Oxia Palus è la regione di Marte che occupa la zona tra i 0° e i 45° di longitudine ovest e tra i 0° e i 30° di latitudine nord ed è classificata col codice MC-11.

## Esplorazione
Il 4 luglio 1997 atterrò nell'Ares Vallis la sonda Mars Pathfinder della NASA, con al suo interno il rover Sojourner, il primo rover ad operare al di fuori del sistema Terra-Luna.